# Premier ministre de Brunei
Le Premier ministre du Brunei est le chef de gouvernement de ce pays. 
Le Brunei n'a eu qu'un seul premier ministre depuis son indépendance en 1984, qui n'est autre que l'actuel sultan Hassanal Bolkiah.